# 김용인
김용인(표준어: 김용인 1959년 6월 9일 ~ )은 조선민주주의인민공화국의 정치인이자 조선인민군 군인이다.